# Catedral de San Martín (Spišská Kapitula)
La Catedral de San Martín o simplemente Catedral de Spišská Kapitula (en eslovaco: Katedrála sv. Martina z Tours) es una catedral católica en Eslovaquia dedicada a San Martín de Tours. Se encuentra ubicada en la localidad de Spišská Kapitula y es la iglesia catedral de la diócesis de Spiš.
La catedral fue construida entre los siglos XIII y XV en los estilos románico y gótico. Es uno de los mayores y más interesantes monumentos románicos en Eslovaquia. Contiene muchos altares tallados medievales y es el lugar de descanso de muchos señores del castillo de Spiš; las lápidas de mármol talladas del siglo XV de la familia Zapolsky son de una calidad excepcional. Una pintura mural recientemente restaurada a partir de 1317 representa la coronación de Carlos Roberto de Anjou como rey de Hungría. Spišská Kapitula se convirtió en la sede principal de la administración de la iglesia católica en la región en el siglo XII. En 1776 se convirtió en la sede de la diócesis de Spis, después de que la reina de Hungría María Teresa promovió la división de la diócesis de Eger (hoy Arquidiócesis de Eger).
Spišská Kapitula fue visitado por el papa Juan Pablo II en 1995.

## Véase también

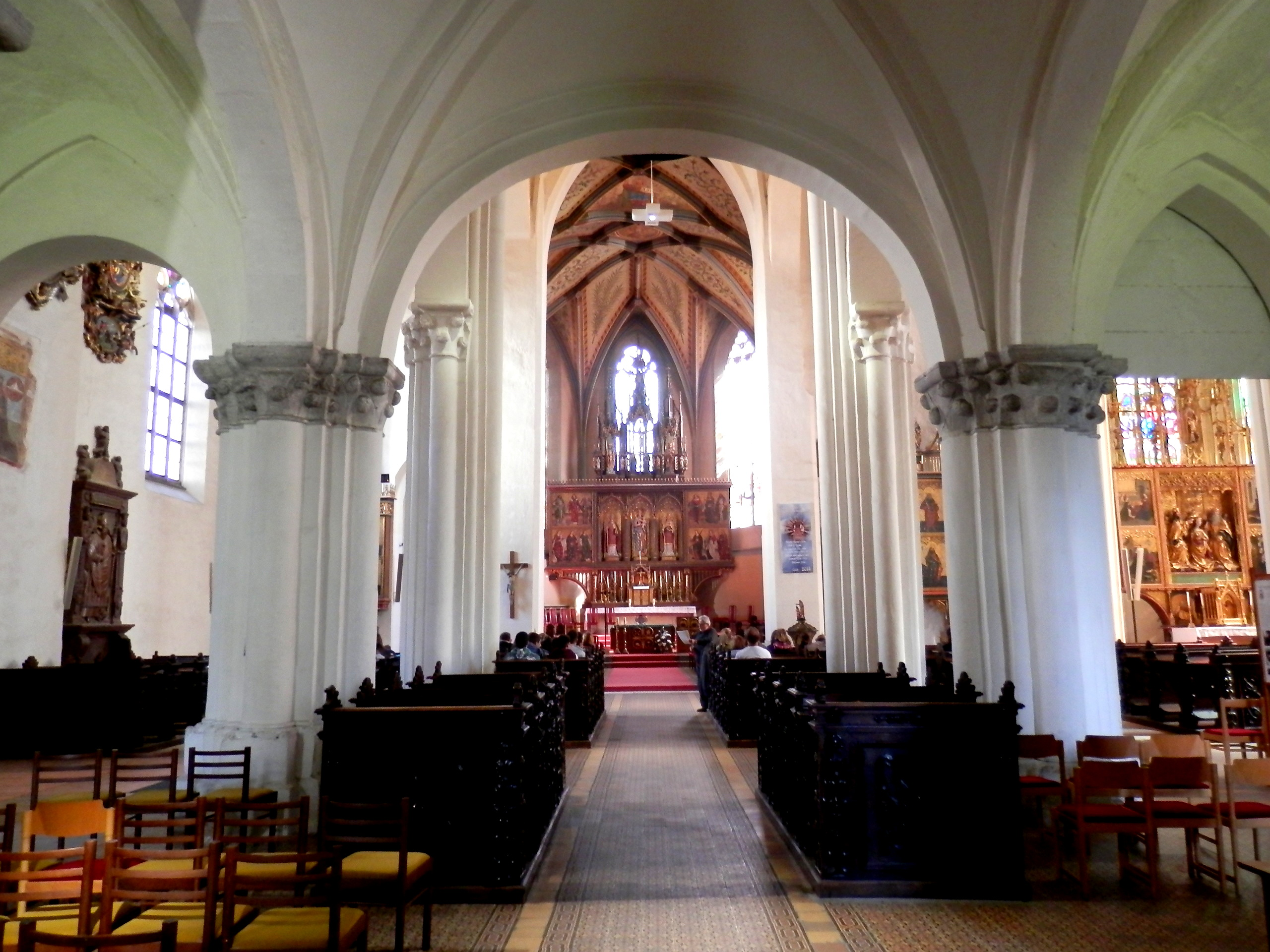
Vista interna